# 括地志
《括地志》，又名《魏王泰坤元录》、《贞观地记》、《贞观地志》、《魏王地记》、《括地象》，唐朝地理著作，由唐初魏王李泰主编。全书正文550卷、序略5卷。
李泰是唐太宗第四子。贞观十年（636年），徙封魏王，遥领相州都督。當時太子李承乾有足疾，李泰谋求夺嫡，拉拢亲信，结为朋党。貞觀十二年（638年），司马苏勖劝李泰奏请撰修《括地志》，李泰遂引著作郎萧德言、秘书郎顾胤、记室参军蒋亚卿、功曹参军谢偃等就府修撰。唐初曾组织人力在全国进行人口普查，编制了《贞观十三年大簿》。李泰的團隊遍查内府图经典籍，並派遣使者分道诸州，查阅地方图经志书，费時五年时间撰成《括地志》550卷、序略5卷。貞觀十六年正月，书成表上。《括地志》以《贞观十三年大簿》为蓝本，沿用《汉书·地理志》之例，按当时区划三百五十八州、一千五百五十一县，依十道排比，叙述各州、县的建置沿革、山川形胜、风俗物產等。唐代张守节作《史记正义》，主要依靠本书解释古代地名。《通典》、《初学记》、《太平御览》、《太平寰宇记》、《长安志》、《一切经音义》等，对《括地志》亦多所引用。
《括地志》卷帙浩繁，全書約於南宋亡佚。現有的相關輯本是採納自其他史書引用括地志的條目。《贞观十三年大簿》亦早已亡佚，其政区内容仅依《括地志》而得以保存。嘉慶二年，孙星衍最早将唐宋人著作中徵引的《括地志》遗文辑为八卷，收入《岱南閣從書》第31冊至第32冊，这是《括地志》最初的辑本，但错误不少。孙辑八卷本又先后被收入《汉学堂丛书》和《愧庐丛书》之中。嘉慶年間，王謨另輯成《魏王泰括地志》兩卷，刻於《漢唐地理書鈔》。1974年，台灣學者王恢出版有《括地志新輯》六卷。1980年，中國學者賀次君出版《括地志輯校》四卷，是目前所见内容最完整的辑本，但仍不及原典的十分之一。